# بوب دانيلز
بوب دانيّلز (بالإنجليزية: Bob Daniels)‏ هو لاعب هوكي جليد أمريكي، ولد في 13 مارس 1959 في ليفونيا في الولايات المتحدة.

## وصلات خارجية
- بوب دانيلز على موقع EliteProspects.com (الإنجليزية)
- بوب دانيلز على موقع HockeyDB.com (الإنجليزية)